# Paul Bremer
Lewis Paul Bremer III (ur. 30 września 1941) – amerykański dyplomata, doradca Kongresu Stanów Zjednoczonych ds. walki z terroryzmem, administrator cywilny Iraku.
Jest absolwentem Uniwersytetu Yale, Uniwersytetu Harvarda i prestiżowego Instytutu Nauk Politycznych w Paryżu. W Departamencie Stanu przepracował 23 lata. Dosłużył się tam wysokich stanowisk i był najbliższym współpracownikiem sześciu sekretarzy stanu. Pracował też za granicą w różnych częściach świata (m.in. był ambasadorem w Holandii). Za prezydentury Ronalda Reagana został specjalnym wysłannikiem ds. zwalczania terroryzmu.
W 1989 na dziesięć lat odszedł ze służby publicznej, najpierw pomagając Henry’emu Kissingerowi w prowadzeniu interesów, a potem rozwijając inną firmę. Wrócił do wielkiej polityki w 1999, kiedy zasiadł jako przewodniczący w Narodowej Komisji ds. Terroryzmu. W 2000 roku był jednym z autorów dużego raportu o tym, jak Stany Zjednoczone zwalczają terroryzm.
6 maja 2003 został wysłannikiem prezydenta George'a W. Busha do Iraku. Swą misję zakończył 28 czerwca 2004, gdy Irak oficjalnie odzyskał suwerenność i tymczasowe władze koalicyjne przestały istnieć. Odleciał z Bagdadu dwie godziny po przekazaniu władzy tymczasowemu rządowi irackiemu.
Jako szef tymczasowej koalicyjnej administracji cywilnej był odpowiedzialny za wszystkie polityczne i gospodarcze aspekty odbudowy Iraku. Zastąpił na tym stanowisku generała w stanie spoczynku Jaya Garnera. Choć był pracownikiem Departamentu Stanu, podlegał bezpośrednio szefowi Pentagonu, Donaldowi Rumsfeldowi.
W Bagdadzie w maju 2003 przyłożył rękę do jednej z najbardziej kontrowersyjnych decyzji, jakie podjęto po zakończeniu inwazji – o rozwiązaniu armii irackiej. Doprowadziło do powstania wielotysięcznej rzeszy mężczyzn bez pracy i przyczyniło się do rozpalenia ruchu partyzanckiego. Ponadto skupił on całość władzy w Iraku, opóźniając przejmowanie odpowiedzialności przez Irakijczyków i przyczyniając się do stopniowego uznawania Amerykanów za okupantów, a nie wyzwolicieli.
W czerwcu 2004 Bremer pomyślnie przeprowadził operację przekazania suwerenności irackiemu rządowi tymczasowemu i powrócił do kraju. W październiku 2004, już jako osoba prywatna, powiedział w jednym z przemówień – według mediów amerykańskich – że Stany Zjednoczone rozmieściły w Iraku za mało wojska i zapłaciły wysoką cenę za to, iż nie ukróciły plagi grabieży w okresie tuż po zakończeniu inwazji.
Prezydent George W. Bush wręczył Bremerowi 14 grudnia 2004 Prezydencki Medal Wolności, najwyższe rządowe odznaczenie cywilne. Razem z Bremerem otrzymali je były dyrektor CIA, George Tenet, i emerytowany generał Tommy Franks, który dowodził wojskami amerykańskimi w wojnie afgańskiej i irackiej.